# Мэлдис
Мэ́лдис (настоящее имя Анастаси́я Ива́новна Па́писова) — российский фолк-исполнитель, менестрель, арфистка, организатор и лидер фолк-проекта «Meldis».

## Биография и достижения
Анастасия Паписова родилась 8 февраля 1973 года в Москве, в семье доктора химических наук, члена РАЕН, заслуженного деятеля науки, профессора Ивана Михайловича Паписова. В школьные годы была участницей Клуба юных искусствоведов при ГМИИ им. Пушкина (1985—1990 гг.). В 1983 году по настоянию родителей поступила в Московскую академию хореографии, но обучение не закончила. После окончания школы поступила на химический факультет МГУ и в 1995 году закончила его. Там же в 1998 году поступила в очную аспирантуру. С 1998 года преподает и занимается научной деятельностью в МГУ, на кафедре химии природных соединений. В 2004 году защитила кандидатскую диссертацию в области химической энзимологии. Тема диссертации: «Тирозин-фенол-лиаза из Citrobacter Freundii: вклад кофермент-связывающих остатков активного центра ASP214, SER254 и ARG100 в катализ».
В студенческие годы Анастасия самостоятельно научилась играть на гитаре и блокфлейте. С 1991 года участвовала в ролевом движении и исполняла под гитару «ролевые» песни различных авторов. С 1993 года, наряду с другими менестрелями, выступала на ролевых фестивалях под псевдонимом Мэлдис (на эльфийском языке это имя означает «подруга»; также Мэлдис — имя из легендариума Дж. Р. Р. Толкина: так звали жену Малаха, прадеда Хадора). От этого периода остались немногочисленные любительские записи.
С 1998 года Анастасия самостоятельно обучалась игре на кельтской (ирландской) арфе. Взяться за кельтскую арфу её побудило знакомство с творчеством бретонского арфиста и популяризатора народной музыки Алана Стивелла. Дебют Анастасии Паписовой в качестве кельтской арфистки (в составе группы «Slua Si (Воинство Сидов)») состоялся на сцене Центрального дома художника в Москве на Первом российском фестивале кельтской музыки «Moscow Fleadh» в июне 1998 года.
Летом 2001 года Анастасия получила предложение посетить Ирландию с целью выступлений и изучения ирландского языка. 20 июля она выступила с сольной программой в одном из клубов Дублина, а 29 июля выступила в Белфастском замке на выпускном вечере (гала-концерте) международной языковой школы The McCracken Irish Summer School, став, таким образом, первым кельтским арфистом из России, выступившем в Ирландии. В начале августа 2009 года Анастасия Паписова — первая из россиян — выступила на конкурсе кельтских арфистов «Trophée des harpes Camac» в рамках ежегодного международного фестиваля «Festival Interceltique de Lorient» (Лорьян, Франция) — одного из крупнейших музыкальных фестивалей Европы, и вышла в финал, заняв пятое место и получив приз симпатий («Coup de coeur») жюри. В июне 2010 года Анастасия выступила на фолк-фестивале на острове Арран, Шотландия. В июле 2015 года Анастасия стала первым российским музыкантом, посетившим фестиваль-мастер-класс по кельтской арфе «Les Rencontres Internationales de Harpes Celtiques à Dinan» (Динан, Франция). В апреле 2016 года Анастасия Паписова была приглашена на «Edinburgh International Harp Festival» (Эдинбург, Шотландия), где её выступление транслировалось в прямом эфире Celtic Music Radio.
Анастасия — постоянный участник всех крупных московских мероприятий, связанных с ирландской, шотландской, бретонской культурами. В начале 2000-х годов её арфа и голос постоянно звучали на приемах посольства республики Ирландия в Москве, а также на других мероприятиях посольства.
Анастасия Паписова — одна из первых, кто начал самостоятельное изучение ирландского танца в России (с 1998 года). Во время поездки в Ирландию прошла обучение в одной из школ ассоциации «An Comhdail». Ирландский степ в её исполнении часто дополнял выступления ансамблей «Slua Si (Воинство Сидов)», «Si Mhor», «Mervent». 1 июня 2003 года Москву посетил всемирно известный исполнитель и постановщик шоу ирландского танца Майкл Флетли («Riverdance», «Lord of the Dance», «Feet of Flames»). После прохождения кастинга Анастасия Паписова была принята в формировавшуюся в то время Московскую Академию Ирландского Танца Майкла Флетли (мастер-классы Майкла Флетли).

## Творчество
Анастасия Паписова выступала в составах российских ансамблей кельтской музыки «Slua Si (Воинство Сидов)» и «Si Mhor», стояла у истоков возникновения проекта «Mervent» и c августа 2000 года по сентябрь 2004 года была его участницей. После выхода из состава «Mervent» около двух лет выступала сольно — играла на кельтской арфе и пела под сценическим именем Мэлдис.
В 2004—2007 годах Анастасия выступала в составе групп Олега Сакмарова «Сакмаров-Бэнд» и «Sak-Mar».
В 2006 году создала собственный проект, получивший название «Meldis».
В 2011 году выступала совместно с Сергеем Калугиным и с группой Denis Rozov Band.
Сольный репертуар Анастасии, как и репертуар группы «Meldis», включает в себя песни и музыку Ирландии, Шотландии, Бретани, а также народные и авторские песни на русском языке.

### «Meldis»
Сольный проект Анастасии Паписовой, состав которого неоднократно менялся. В настоящее время это:
- Анастасия Паписова — кельтская арфа, вокал
- Иван Крамаренко — электроакустическая гитара, вокал
- Алексей Рожков — перкуссия

Альбомы:
1. «Отдохни, волшебник» (апрель 2006)
2. «Арфография» (октябрь 2007)
3. «Цветок омелы» (сентябрь 2010)
4. «Грани Миров» (2013)
5. «Переплёт» (2018)

### Альбомы вне «Meldis»
- «Live in Silver’s pub», 2000 г. — группа «Slua Si (Воинство Сидов)» (кельтская арфа звучит в треках 1, 4, 6, 7)
- «Mervent-2», 2003 г. — группа «Mervent»
- «Заговоры», 2005 г. — группа «Рада и Терновник», «Ur-Realist» (кельтская арфа звучит в треках «На озёрах лед», «Холодно», «Сероглазка»)
- «Песни черни», 2006 г. — группа «Тол Мириам», «CD Land» (кельтская арфа звучит в песне «Ночь Святого Валентина»)
- «Шелкопряд», 2007 г. — группа «Сакмаров-Бэнд», «Геометрия» (кельтская арфа звучит в треках «Революция №…», «Любовь Спасет»)
- «Юбилейный концерт», 2007 г. (DVD + CD, концерт 26 сентября 2004 г. в клубе «Б2», Москва) — группа «Сакмаров-Бэнд», «Геометрия» (кельтская арфа звучит на CD в треках 1-11)

### Сборники
- «Антология Si Mhor, том 1 и 2», 2001 г. (на кассетах)
- «Fun Celtica, том 1», 2001 г.
- «Родом из Ирландии», 2001 — приложение к журналу «Салон Аudio Video»
- «Celtic Woman, vol. 2», 2002 г.
- «ОбноVление 2002», 2002 г. — запись фестиваля в Ярославле

Все перечисленные сборники содержат песни в исполнении группы «Mervent» с Анастасией Паписовой в составе.
- «ФолкРокФорум», 2005 г.

Концертная запись, сделанная на одноимённом фестивале проекта «Археология», где Анастасия выступала сольно.

## Участие в теле- и радиопрограммах

### Сольно
- Breizh TV transmission «Bretons du Tour du Monde» by Samuel Ducoin (Lorient), январь 2001 г.
- Репортаж CNN «Russian dance to Irish beat», 17 марта 2002 г.
- Радиостанция «Эхо Москвы», ноябрь 2003 г.
- Радио «Он Лайн», передача «Стриж Тайм», апрель 2004 г.
- Телеканал «100ТВ» (Санкт-Петербург), январь 2005 г.
- Радиостанция «Говорит Москва», программа «Искусство жить», февраль 2005 г.
- Радиостанция «Культура», программа «Лаборатория», сентябрь 2005 г.
- Радиостанция «Говорит Москва», передача «Русская красавица», 24 июля 2006 г.
- Радиостанция «Пилот» (Екатеринбург), 2 марта 2014 г.
- Телеканал «Мир-ТВ» (Владимир), 21 апреля 2014 г.
- Интервью для бретонского ТВ на фестивале «Les Rencontres Internationales de Harpes Celtiques à Dinan», 8 июля 2015 г.
- «Celtic Music Radio» (Шотландия), прямой эфир выступления на «Edinburgh International Harp Festival», 2 апреля 2016 г.

### С группой «Meldis»
- Интервью для радио г. Серпухова, 14 апреля 2007 г.
- «Живое радио», передача «Между небом и землей», 30 сентября 2007 г.
- «Радио Звезда», передача «Лаборатория», 30 октября 2007 г.
- Телеканал «O2TV», передача «Квартирник», январь 2008 г.
- Радиостанция «Говорит Москва», передача «Субкультура», март 2008 г.
- Телеканал «Радость моя», передача «Выше крыши», 2011 г.
- «Живое ТВ», 7 апреля 2011 г.
- FolkRadio.ru, 16 апреля 2011 г.
- Радио «Комсомольская правда», 4 сентября 2011 г.
- Репортаж телеканала «Россия» о концерте «Meldis» в Твери, февраль 2012 г.
- Репортаж Первого нижегородского городского канала о концерте «Meldis», 23 февраля 2013 г.
- «Свое Радио», программа «Живые», 24 февраля 2016 г.

## Участие в фестивалях

### Сольно
- «Erin go bragh!» (День святого Патрика), Нижний Новгород, клуб «Пятый элемент», 19 марта 2005 г.
- День святого Патрика, Санкт-Петербург, клуб «Порт», 17 марта 2005 г.
- «ФолкРокФорум», Москва, парк Музеон, 25 июня 2005 г.
- «Midsummer Festival», Выборг, парк Монрепо, 2-3 июля 2005 г.
- «Археология-Крым», Севастополь, заповедник «Херсонес Таврический», 6-7 августа 2005 г.
- «Урожай», Москва, парк Коломенское, 3-4 сентября 2005 г.
- «Зиланткон», Казань, ДК им. Ленина, 4-7 ноября 2005 г.
- «Старкон», Екатеринбург, апрель 2006 г.
- Фолк-фестиваль на острове Арран, Шотландия, июнь 2010 г.
- Фестиваль «Les Rencontres Internationales de Harpes Celtiques à Dinan» (Динан, Франция), открытая программа, 8 июля 2015 г.
- «Edinburgh International Harp Festival», (Эдинбург, Шотландия), открытая программа, 2 апреля 2016 г.

### В составе «Meldis»
- «Радужный Дракон», Москва, клуб «Археология», 1 октября 2006 г.
- «Зиланткон», Казань, ДК им. Ленина, 4 ноября 2006 г.
- «БлинКом», Санкт-Петербург, ДК «Гавань», 17 декабря 2006 г.
- «Зов Бермана», Москва, клуб «Археология», 7 апреля 2007 г.
- «Троицк, лето!», Троицк, 2 июня 2007 г.
- «Cardboardtown», Москва, клуб «Проект Фабрика», 17 января 2008 г.
- «Пустые холмы», Калужская область, 13 июня 2008 г.
- «Midsummer Festival», Выборг, парк Монрепо, 27-28 июня 2008 г.
- «Археология», Севастополь и Одесса, 16 и 19 августа 2008 г.
- «ЗимКон», Уфа, клуб «Агава», 6 января 2009 г.
- «Радужный Дракон», Москва, клуб «22», 24 января 2009 г.
- «День святого Патрика», Москва, ЦДХ, 14 марта 2009 г.
- «Изумрудный Лес», Москва, «FM-club», 23 апреля 2009 г.
- «Пустые холмы», Павловское (Смоленская область), 13 июня 2009 г.
- «День святого Патрика», Москва, ЦДХ, 14 марта 2010 г.
- «Пустые холмы», Мосальский район Калужской области, 13 июня 2010 г.
- «Комкон», Тверская область, 19 марта 2011 г.
- «Археология в Москве», Москва, клуб «Археология», 4 сентября 2011 г.
- «Fantasy Fest», Москва, клуб «P!PL», 15 октября 2011 г.
- «Зиланткон», Казань, ДК им. Ленина, 5 ноября 2011 г.
- Фестиваль этнических культур, Зеленоград, ДК «Андреевка», 2 ноября 2013 г.
- «Burns Night», Москва, ЦДХ, 24 января 2014 г.
- «Этнопланета», Москва, сад им. Баумана, 31 мая 2014 г.
- «WAFEst», Городец, 4 июля 2014 г.
- Фэнтези Фест, Тверская область, 30 июля 2023 г.

### В составе других проектов
- «Moscow Fleadh», Москва, ЦДХ, июнь 1998 г. (в составе «Slua Si (Воинство Сидов)»)
- «Fun Celtica», Москва, 2001—2003 гг. (в составе «Mervent»)
- «Шотландский фолк-виски фестиваль», Москва, декабрь 2001 г. (в составе «Mervent»)
- «ОбноVление», Ярославль, май 2002 г. (в составе «Mervent»)
- «Парад в честь дня святого Патрика», Москва, март 2003 г. (в составе «Mervent»)
- «Генуэзский шлем», Судак, 26-27 июля 2003 г. (в составе «Mervent»)
- «Фолк-фестиваль», Рязань, 23 января 2004 г. (в составе «Mervent»)
- «Парадигма», Петрозаводск, 27-28 марта 2004 г. (в составе «Mervent»)
- «Вереск open-air», Подмосковье, берег Учинского водохранилища, 10-11 июля 2004 г. (в составе «Mervent»)
- «Этнолайф», Подмосковье, курорт «Сорочаны», 28-31 июля 2005 г. (в составе «Сакмаров-Бэнд»)
- «Остров Света», Москва, сад «Эрмитаж», 12 июля 2006 г. (в составе «Sak-Mar»)
- «Крылья», Москва, Тушинский аэродром, 29 июля 2006 г. (в составе «Сакмаров-Бэнд»)
- «Эммаус», Эммаусc, 7-8 июля 2007 г. (в составе «Сакмаров-Бэнд»)

## Интервью
- Анастасия Паписова: «Кельтскую арфу я ждала четыре года»
- Интервью для портала Lord of the Dance
- Анастасия Паписова: Арфография
- Интервью с Мэлдис (Анастасией Паписовой) для журнала «Мое Королевство», 2006 г.